# Thiên hoàng Shōmu
Thánh Vũ Thiên hoàng (聖武天皇, Shōmu- tennō, 701 - 4 tháng 6, 756) là Thiên hoàng thứ 45 của Nhật Bản theo truyền thống thứ tự kế thừa ngôi vua Nhật.
Triều Shōmu kéo dài từ ngày 3 tháng 3 năm 724 đến ngày 19 tháng 8 năm 749

## Tường thuật truyền thống
Ông có tên thật là Obito no Miko, con trai của Thiên hoàng Monmu có với người vợ là Fujiwara no Miyako, con gái của Fujiwara no Fuhito. Hoàng tử Obito lớn lên trong cảnh hỗn loạn của triều đình: cha băng hà, hai người bà (Thiên hoàng Gemmei) và cô của ông (Thiên hoàng Genshō) thay nhau kế ngôi. Hơn nữa, lúc này thế lực của họ Fujiwara trỗi dậy và bắt đầu khuynh đảo triều đình. Đầu năm 724, Genshō chỉ định cháu mình làm người thừa kế trước khi thoái vị. Sau khi Genshō rời bỏ ngôi vị (tháng 3/724), cháu của bà là hoàng tử Obito lên ngôi, lấy hiệu là Thiên hoàng Shōmu.

## Trị vì
Triều đại của Shōmu đánh dấu sự hỗn loạn của đất nước, khi các chúa phong kiến địa phương nổi loạn khuynh đảo chính quyền trung ương. Ngay sau khi lên ngôi Thiên hoàng, Shōmu cưới hoàng hậu Kômyôshi (Quang Minh tử), con gái của Fujiwara no Fuhito có với bà Agata Inukai no Michiyo vốn có thế lực lớn trong triều đình. Việc cưới vợ là một bề tôi (họ Fujiwara) cho Thiên hoàng đã phá vỡ tục lệ cổ xưa của Nhật Bản cho rằng Thiên hoàng chỉ cưới vợ trong hoàng triều Nhật Bản. Thế nhưng, các tập quán lâu đời này của triều đình cũng không ngăn chặn nổi thế lực nhà Fujiwara.
Để tránh sự cô lập quốc tế, vua Bột Hải Vũ Vương của vương quốc Bột Hải bắt đầu cử sứ thần sang Nhật Bản từ tháng 8 năm 727. Đoàn sứ giả Bột Hải gồm 24 người, bao gồm các tướng lĩnh cấp cao như
Ko In-ui và Ko Ched-ok. Bột Hải Vũ Vương nhờ đoàn sứ giả Bột Hải gửi 300 bộ lông chồn đến Nhật Bản vừa để thể hiện sự thiện chí vừa là mong muốn thúc đẩy quan hệ hữu nghị giữa Bột Hải với Nhật Bản. Khi đó có một học sinh được cử từ Tân La đến Nhật Bản để đào tạo phiên dịch tiếng Nhật đã hỗ trợ một phái viên ngoại giao từ vương quốc Bột Hải giao tiếp với toàn thể triều đình Nhật Bản. Sứ giả Bột Hải đã tuyên bố với triều đình Nhật Bản rằng Bột Hải đã "thu hồi vùng đất Cao Câu Ly (Goguryeo) đã mất và kế thừa những truyền thống cũ của Phù Dư (Buyeo)". Nhật Bản, vốn đã có mối quan hệ căng thẳng với Tân La (đời vua Tân La Thánh Đức vương) đã hoan nghênh vương quốc với vị thế của một Cao Câu Ly (Goguryeo) và Phù Dư (Buyeo) hồi sinh.
Năm 729 (Tenpyô nguyên niên), Tả đại thần là Hoàng thân Nagaya được sự hậu thuẫn của thế lực hoàng tộc nên âm mưu phát động chính biến lật đổ cánh Fujiwara. Âm mưu không thành, ông bị Muchimaro đem quân bao vây nhà và dồn đến bước đường cùng, phải tự sát. Với sự kiện trên, họ Fujiwara bắt đầu trỗi dậy khuynh đảo triều đình. Bà Kômyôshi, con của nhân thần (jinshin) tức là bầy tôi mà lại được leo lên tới địa vị tối cao là hoàng hậu. Bà là người có lòng tin sâu sắc vào Phật giáo nên chỉ một năm sau khi trở thành Kômyô Kôgô (Quang Minh Hoàng Hậu), bà đã lập viện Hiden-in (730) làm nơi cứu trợ người bần cùng và cô nhi trong xã hội cũng như mở Seyaku-in, cơ sở cấp thuốc men và chữa trị cho họ.
Về sau do dịch bệnh hoành hành, dòng họ Fujiwara suy yếu và họ Tachibana của người anh họ Thiên hoàng (Tachibana no Moroe, anh cùng mẹ khác cha với Hoàng hậu Kômyô) lên nắm quyền, phò tá cho Thiên hoàng Shōmu. Tuy nhiên, dịch đậu mùa và hơn nữa là làn sóng chống đối họ Tachibana lại nổi lên, nhất là khu vực đảo Kyushu - đại bản doanh của họ Fujiwara.
Từ năm 737, vua Bột Hải Văn Vương của vương quốc Bột Hải tăng cường ngoại giao và thương mại với Nhật Bản hòng gây sức ép với địch thủ Tân La ở mặt Nam. Bột Hải đã cử một số lượng lớn sứ giả đến Nhật Bản, được gọi là Bokkaishi. Người Bột Hải tự hào là người thừa kế của Cao Câu Ly. Các thư tín gửi cho Thiên hoàng Nhật Bản chỉ ra rằng các vị vua Bột Hải tự nhận mình là "vua Cao Câu Ly". Lông thú từ vương quốc Bột Hải được xuất khẩu sang Nhật Bản trong khi các sản phẩm dệt may và kim loại quý như vàng và thủy ngân được nhập khẩu từ Nhật Bản. Ở Nhật Bản, lông của điêu (ten, tức là sable hoặc marten khác, tên một loài chồn đen ở vùng Tây Bá Lợi Á, da nó cực kì quý) rất có giá trị do nó được giới quý tộc Nhật Bản ưa chuộng. Tương tự như vậy, những người xây dựng của Bột Hải đã sử dụng các kỹ thuật công sự của Nhật Bản với nền văn hóa Nhật Bản đang thịnh hành trong quá trình xây dựng cảng của An. Các tác phẩm âm nhạc Shinmaka (tiếng Nhật: 新靺鞨) của Bột Hải đã được bảo tồn bởi triều đình Nhật Bản.
Tháng 8/740 (Tenpyō thứ 12): Fujiwara no Hirotsugu (Đằng Nguyên Quảng Tự) nổi dậy chống triều đình ở phủ Dazai, đảo Kyushu nhằm đánh đuổi họ Tachibana, phục hồi quyền lực cho gia đình Fujiwara. Ông ta tập hợp được hơn một vạn người gồm hào tộc và nông dân trên đảo và nổi dậy chống lại chính quyền, nhưng đạo quân nổi loạn của ông ta đã bị đội quân 17.000 người do tướng của triều đình gửi ra là Ono no Azumahito đánh dẹp được. Hirotsugu bị bắt, bị triều đình chém đầu ở tỉnh Hizen.
Tháng 11/740, Thiên hoàng Shōmu dời đô về Kuni-kyō.
Năm 741 (Tenpyô thứ 13), vì muốn dựa vào triết lý Phật giáo hộ quốc để trấn an mọi người, Thiên hoàng hạ chiếu lập những ngôi chùa ở mỗi địa phương gọi là Kokubunji (chiếu ấy tên là Kokubunji Konryuu no Mikotonori). Theo chiếu chỉ của ông, chùa ở Nhật được xây thành hai loại: chùa địa phương (kokubunji) và chùa sư nữ địa phương (kokubun niji). Tên chính thức của nó rắc rối hơn nhiều: Konkômyô shitennô gokoku no tera (Kim quang minh tứ thiên vương hộ quốc tự) và Hokke mezzai no tera (Pháp hoa diệt tội tự). Chú ý hai chữ "hộ quốc" và "diệt tội". Nhà sư hoạt động mạnh mẽ dưới thời ấy là tăng Gyôki (Hành Cơ). Ông đã góp công lớn trong việc huy động nhân lực và tài vật để dựng pho tượng Phật khổng lồ gọi là Đại Phật (Daibutsu).
Năm 743 (Tenpyō thứ 15): Thiên hoàng Shōmu đã giáng chiếu dựng tượng Phật khổng lồ (Daibutsu Zôryuu no Mikotonori) bằng hợp kim đồng (đồng dát vàng) tục gọi là tượng Rushanabutsu (Lô Xá Na Phật). Đến khi rời đô về Heijô thì công sự dựng tượng cũng dời về chùa Tôdaiji (Đông Đại Tự) ở Nara. Tượng được khánh thành vào năm Tenpyō-shōhō thứ tư (năm 752) thời Thiên hoàng Kōken.
Năm 744 (Tenpyō thứ 16): Vào mùa xuân, kinh đô được chuyển đến Naniwa-kyō mà sau đó trở thành thủ đô mới
Năm 745 (Tenpyō thứ 17): Thiên hoàng tuyên bố Shigaraki-kyo là thủ đô
Năm 745 (Tenpyō thứ 17): Ông trở về Heijō-kyō, tiếp tục xây dựng Đại Phật.
Tháng 4/749 (Tenpyō thứ 21): Shōmu dẫn đầu đoàn hoàng tộc tham dự đám rước tượng Đại Phật về chùa Todaiji. Ông cùng gia quyến đứng trước tượng Đại Phật và tuyên bố mình là tín đồ trung thành của Phật giáo.
Tháng 8/749 (Tenpyō thứ 21, tháng 7), Thiên hoàng Shōmu thoái vị nhường ngôi cho con gái mình, nữ Thiên hoàng Kōken.

## Cuối đời
Thiên hoàng làm lễ cạo đầu và trở thành một tu sĩ Phật giáo khiến ông trở thành Thiên hoàng đầu tiên đi tu sau khi thoái vị. Kōmyō, theo gương của chồng, bà cũng trở thành một nữ tu sĩ Phật giáo. Là tín đồ trung thành của đạo Phật, Kōmyō khuyến khích việc xây dựng và làm giàu cho các ngôi chùa khác nhau, bao gồm cả Shinyakushi-ji (Nara), Hokke-ji (Nara), Chùa Kofuku-ji (Nara), và Todai-ji (Nara).
Năm 752 (Tenpyō-shōhō thứ 4 của tháng 4), nghi lễ Khai Quang Điểm Nhãn cho tượng Đại Phật, được chủ trì bởi sư Rōben và để chúc mừng công hoàn thành của bức tượng, được tổ chức ở chùa Todai-ji
Shōmu qua đời ở tuổi 56. Lăng mộ của ông ở gần thành phố Nara, có tên Sahoyama no minami no misasagi.

### Kugyō
- Daijō daijin (720-735), Toneri - shinnō (舎人親王) (con trai thứ 9 của Hoàng đế Temmu).
- Daijō daijin (737-745), Suzuka - o (鈴鹿王) (con trai của Hoàng tử Takechi).
- Tả đại thần: (724-729), Nagaya - o (長屋王) (con trai của Hoàng tử Takechi).
- Tả đại thần: (743-756), Tachibana no Moroe (橘諸兄) (trước đây là Katsuragi -o, Hoàng tử Katsuragi) (nửa người anh em của Hoàng hậu Kōmyō)
- Hữu đại thần: (734-737), Fujiwara no Muchimaro (藤原武智麻呂) (con trai của Fujiwara no Fuhito).
- Nội đại thần, Fujiwara no Toyonari (藤原豊成) (con trai của Fujiwara no Muchimaro)
- Đại nạp ngôn: Fujiwara no Fusasaki (藤原房前) (con trai của Fujiwara no Fuhito)

### Niên hiệu
- Jinki (724-729)
- Tenpyō (729-749)
- Tenpyō-kanpō (749)

## Gia quyến

### Hậu phi
| Vị | Hoàng hậu / Phi tần                        | Sinh mất | Cha                       | Mẹ                      |
| -- | ------------------------------------------ | -------- | ------------------------- | ----------------------- |
| 1  | Hoàng hậu Kōmyō                            | 701–760  | Fujiwara no Fuhito        | Agata Inukai no Michiyo |
| 2  | Chính nhị Phu nhân Tachibana no Konakachi  | ?–759    | Tachibana no Sai          | Không rõ                |
| 3  | Chính tam Phu nhân Agatainukai no Hirotoji | ?–762    | Agata Inukai no Morokoshi | Không rõ                |
|    | Nan-dono                                   | ?–748    | Fujiwara no Muchimaro     | Không rõ                |
|    | Hoku-dono                                  | ?–760    | Fujiwara no Fusasaki      | Muro no Ookimi          |

### Hậu duệ
| # | Con cái             | Sinh | Mất | Sinh bởi                | Cháu                                        |
| - | ------------------- | ---- | --- | ----------------------- | ------------------------------------------- |
| 1 | Hoàng hậu Inoe      | 717  | 775 | Agatainukai no Hirotoji | Nội Thân vương Sakahito Hoàng Thái tử Osabe |
| 2 | Nữ hoàng Kōken      | 718  | 770 | Hoàng hậu Kōmyō         | Không                                       |
| 3 | Nội Thân vương Fuwa | 723  | 795 | Agatainukai no Hirotoji | Higami no Shikeshimaro Higami no Kawatsugu  |
| 4 | Hoàng Thái tử Motoi | 727  | 728 | Hoàng hậu Kōmyō         | Không                                       |
| 5 | Thân vương Asaka    | 728  | 744 | Agatainukai no Hirotoji | Không                                       |